# Kreuzberg (Bayerische Voralpen)
Kreuzberg är ett berg i bergområdet Bayerische Voralpen på gränsen mellan Österrike och Tyskland.  Toppen på Kreuzberg är 1 527 meter över havet. Kreuzberg ingår i Mangfallgebirge.
Terrängen runt Kreuzberg är kuperad åt sydväst, men åt nordost är den bergig. Närmaste större samhälle är Kufstein, 17,8 km öster om Kreuzberg. 
I omgivningarna runt Kreuzberg växer i huvudsak blandskog. Runt Kreuzberg är det ganska tätbefolkat, med 100 invånare per kvadratkilometer.